# Хеклер, Маргарет
Маргарет Мэри Хеклер, урождённая О’Шонесси (англ. Margaret Mary Heckler, née O'Shaughnessy; 21 июня 1931, Нью-Йорк — 6 августа 2018, Арлингтон, Виргиния) — американский политик и дипломат, член Палаты представителей США от 10-го избирательного округа Массачусетса (1967—1983), 15-й министр здравоохранения и социальных служб США (1983—1985), посол США в Ирландии (1986—1989).

## Биография
Маргарет О’Шонесси родилась 21 июня 1931 года во Флашинге (районе Квинса, одного из боро Нью-Йорка), в семье ирландских иммигрантов. В 1952 году училась в Лейденском университете в Нидерландах. В 1953 году окончила Колледж Альберта Великого (Нью-Хейвен, Коннектикут), получив степень бакалавра искусств (B.A.). Вскоре после этого она вышла замуж за Джона Хеклера (John M. Heckler). Затем продолжила своё обучение в школе права Бостонского колледжа, окончив её в 1956 году со степенью бакалавра права (LL.B.). Среди выпускников 1956 года она была единственной женщиной.
С 1958 года Маргарет Хеклер участвовала в работе комитета республиканской партии города Уэлсли (штат Массачусетс), помогая в проведении выборных кампаний местных кандидатов-республиканцев. В 1962 году она была избрана в Губернаторский совет Массачусетса, а на выборах 1964 года сохранила своё место в совете.
В 1966 году Хеклер приняла участие в выборах члена Палаты представителей США от 10-го избирательного округа Массачусетса. На проходивших 13 сентября 1966 года первичных выборах республиканской партии, набрав около 56 % голосов, она победила Джозефа Мартина — политика с многолетним стажем, который непрерывно в течение 42 лет был членом Палаты представителей США. Затем, на выборах, проходивших 8 ноября 1966 года, Хеклер победила представителя демократической партии Патрика Харрингтона (Patrick H. Harrington, Jr.), набрав около 51 % голосов. После этого она также побеждала на выборах 1968, 1970, 1972, 1974, 1976, 1978 и 1980 годов, проработав членом Палаты представителей 16 лет. Перед выборами 1982 года произошло перераспределение избирательных округов, и Хеклер пришлось участвовать в выборах от 4-го избирательного округа Массачусетса. На выборах, состоявшихся в ноябре 1982 года, Хеклер набрала лишь 40,47 % голосов и проиграла демократу Барни Фрэнку.

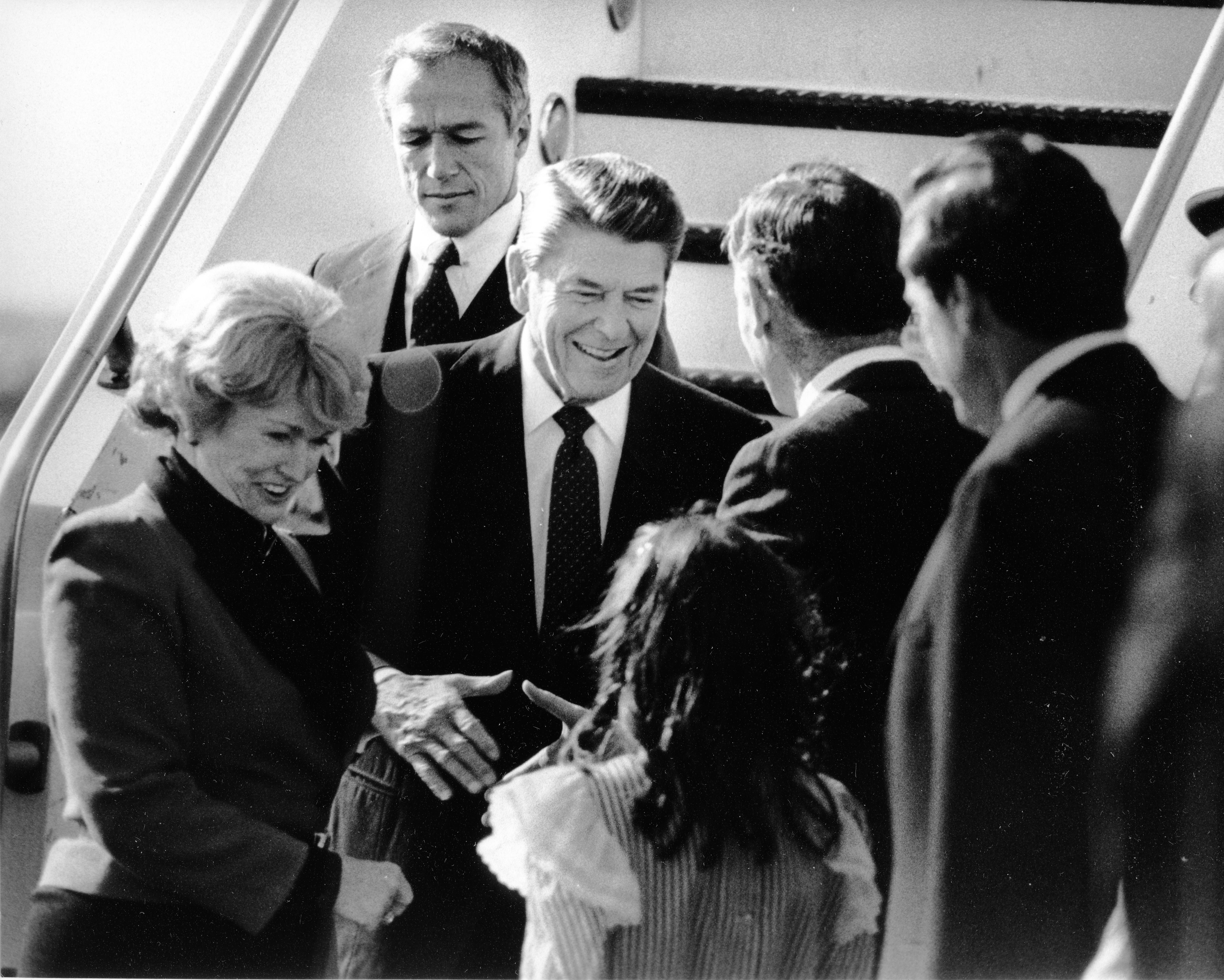
Встреча в аэропорту: Маргарет Хеклер (слева) с президентом Рональдом Рейганом (в центре) и мэром Бостона Реймондом Флинном (спиной к объективу), 1980-е годы

В 1967—1983 годах, когда Хеклер была членом Палаты представителей США, она уделяла особое внимание проблемам, связанным с ветеранами, и входила в состав Комитета по делам ветеранов. Она выступала за создание системы центров помощи ветеранам Вьетнамской войны. Хеклер также принимала участие в работе ряда других комитетов Палаты представителей. Она критиковала вето, наложенное президентом Ричардом Никсоном на законопроект, связанный с развитием программы заботы о детях. Хеклер боролась за равноправие и, в частности, была одним из инициаторов принятого в 1974 году закона о равных возможностях получения кредитов, согласно которому банкам и другим кредитным организациям запрещалось дискриминировать женщин (в том числе по их семейному положению).
12 января 1983 года президент Рональд Рейган объявил о своём решении о назначении Маргарет Хеклер на пост министра здравоохранения и социальных служб США, поскольку предыдущий министр, Ричард Швайкер, собирался в феврале уйти в отставку со своего поста. В своём заявлении Рейган охарактеризовал Хеклер как заслуживающего доверия советника, компетентного администратора и превосходного работника. 3 марта 1983 года её кандидатура была поддержана Сенатом США, и она вступила в должность 9 марта. За время пребывания на посту министра Хеклер отвечала за развитие программы социального страхования для инвалидов, а также участвовала в кампании по увеличению финансирования программы исследований и лечения СПИДа. В конце 1985 года ей пришлось уйти с поста министра — полагают, что это было сделано по настоянию тогдашнего главы аппарата Белого дома Дональда Ригана.
В 1984 году Джон Хеклер, муж Маргарет Хеклер, подал документы на развод после тридцати одного года брака. К тому моменту у них было трое детей — Джон-младший, Элисон и Белинда. Через три недели после расторжения брака Джон Хеклер женился на другой женщине.
17 декабря 1985 года президент Рональд Рейган объявил о назначении Хеклер на пост чрезвычайного и полномочного посла США в Ирландии. Она вступила в должность 30 января 1986 года и работала послом до 20 августа 1989 года.
Маргарет Хеклер скончалась 6 августа 2018 года в Арлингтоне (Виргиния) от сердечного приступа. Похоронена на кладбище Кафедрального собора святого апостола Матвея в Вашингтоне (округ Колумбия).